# رزیدنت ایول ۶
رزیدنت ایول ۶ (به انگلیسی: Resident Evil 6) و (به ژاپنی: Biohazard 6 バイオハザード6) یک بازی ویدئویی به سبک تیراندازی سوم شخص است که ششمین نسخه از مجموعه بازی‌های رزیدنت ایول به‌شمار می‌رود. این بازی توسط شرکت کپ‌کام توسعه یافته است و در تاریخ ۲ اکتبر ۲۰۱۲، برای کنسول‌های پلی‌استیشن ۳ و ایکس‌باکس ۳۶۰ در سرتاسر جهان منتشر شده است. طراحی نخستین رزیدنت ایول ۶ برای دو کنسول پلی‌استیشن ۳ و ایکس‌باکس ۳۶۰ بوده و ارائه نسخه رایانه این بازی به ۲۲ مارس ۲۰۱۳ موکول شد. این بازی یکبار دیگر همراه با تمامی محتواهای قابل دانلود در مارس ۲۰۱۶ برای کنسول‌های پلی‌استیشن ۴ و ایکس‌باکس وان، و اکتبر ۲۰۱۹ برای نینتندو سوئیچ عرضه شد.
کارگردانی این بازی را ایچیرو ساساکی، کارگردان دو عنوان رزیدنت ایول: طغیان و رزیدنت ایول: طغیان: پرونده ۲ و تهیه‌کنندگی این عنوان را یوشیاکی هیرابایاشی برعهده دارد.

## داستان[۴]
بخش اول از ۲۴ دسامبر ۲۰۱۲ آغاز می‌شود. در شرق اروپا حملات تروریستی روی داده است. جیک مولر پسر آلبرت وسکر برای جلوگیری از این حملات به آنجا فرستاده می‌شود در این راه شری برکین از بازمانده‌های شهر راکون جیک را همراهی می‌کند. شری به جیک می‌گوید از آنجایی که تو پسر آلبرت وسکر هستی برای توقف تمام این ماجراها نیاز به خون تو است و جیک موافقت می‌کند تا با شری به جایی برود که از ادامه همه حملات جلوگیری کنند. ناگهان هیولای بزرگی نام آستاناک در این راه به این دو حمله می‌کند. شری و جیک چندین بار با آن مبارزه کرده اما این هیولا آنها را تا چین دنبال می‌کند. همزمان با این حملات کریس ردفیلد و پی‌یرس نیوانس نیز بخش دوم داستان را رغم می‌زنند. موجود شبیه‌سازی شده از ایدا وانگ به کریس و پیرس حمله کرده است و بیشتر اعضای گروه بی.اس.ای.ای توسط وی کشته می‌شوند و کریس و پیرس به کشور چین می‌روند تا وظیفه مقابله با «ویروس-سی» را داشته باشند.
بخش دیگری از داستان به شش ماه بعد و ۲۹ ژوئن ۲۰۱۳ برمی‌گردد. لیان اسکات کندی و هلنا هارپر مأمور محافظت از رئیس‌جمهور آمریکا آدام بنفورد هستند، که رئیس‌جمهور دچار حمله بیوتروریسمی می‌شود. لیان و هلنا به دنبال این هستند که چه کسی در پس پرده این حملات بیوتروریسمی قرار دارد تا انتقام خون رئیس‌جمهور را از وی بگیرند. لیان و هلنا متوجه می‌شوند که فردی که در حال حاضر کنترل تمامی نیروهای مبارز حملات بیوتروریسمی را برعهده دارد درک سیمونز است که خود بر خلاف چیزی که خیلی‌ها فکر می‌کنند در پشت حملات قرار دارد. لیان و هلنا به‌طور مخفیانه با فردی از داخل نیروهای دولتی راهی را برای رسیدن به سیمونز پیدا می‌کند تا اینکه متوجه می‌شود تمام این سره نخ‌ها به کشور چین برمی‌گردد. لیان و هلنا به چین می‌روند و متوجه می‌شوند که جیک و شری نیز در آنجا هستند. لیان، هلنا، شری و جیک در کنار هم در برابر هیولایی که مدت‌ها به دنبال جیک و شری بود می‌جنگند و خود را به سیمونز می‌رسانند. سیمونز نیز به همراه همکاران خود به آن‌ها حمله و تیراندازی می‌کند. اما در همین بین فردی به‌طور مخفیانه آمپولی از «ویروس-سی» را به بدن سیمونز می‌زند و سیمونز تبدیل به یک هیولای بزرگ می‌شود. لیان و هلنا در روی ریل قطار در حال حرکت با سیمونز مقابله کرده و موفق به شکست وی می‌شوند. همه فکر می‌کنند که تمام ماجراها به پایان رسیده اما ناگهان موشکی وارد خاک چین شده و ویروس-سی را پخش می‌کند و دوباره تمام مردم دچار این ویروس می‌شوند. اینبار لیان و هلنا با کریس ردفیلد و پیرس نیوانس مواجه می‌شوند و با هم به دنبال این خواهند رفت تا بفهمند پشت پرده این ماجرا چه چیزی است، درنهایت وقتی که متوجه می‌شوند سیمونز هنوز زنده است، لیان و هلنا با کمک ایدا موفق می‌شوند اوراشکست دهند، ایدا هم درآخردر یک رم اطلاعات مربوطه را دراختیار لیان قرار می‌دهد.
بخش پایانی داستان مربوط به قسمت دیگری از ماجرای کریس ردفیلد و پی‌یرس نیوانس است. کریس و پیرس در حال مبارزه با حملاتی هستند که در شرق آسیا رخ می‌دهد. در این بازی، مردم جهان در ترسی مشترک از حملات بیولوژیکی قرار گرفته‌اند و کشوری در جهان، مصون از این گونه حملات نیست.

## ساخت و توسعه
لوگوی بازی رزیدنت ایول ۶، برای نخستین بار در ۲۲ ژوئیه ۲۰۱۱ در نمایشگاه کامیک-کان سن دیگو و به شکلی ناخواسته مورد توجه قرار گرفت. این موضوع سبب ایجاد شایعاتی پیرامون انتشار جزئیاتی بیشتر در نمایشگاه آینده توکیو شد؛ اما این اتفاق رخ نداد و سرانجام در ۱۹ ژانویه ۲۰۱۲ تریلری رسمی از این بازی عرضه شد.
تهیه‌کننده بازی، هیرویوکی کوبایاشی در این مورد گفت: رزیدنت ایول ۶، جذاب‌ترین بازی در این سری و در عین حال از لحاظ داستانی، گسترده‌ترین خط داستانی و از نظر ساخت، باارزش‌ترین بازی در سری بازی‌های رزیدنت ایول خواهد بود. کپ‌کام نیز در مورد این بازی گفت: رزیدنت ایول ۶، گامی بلند و رو به جلو را در روند تکاملی این سری برخواهد داشت. این بازی توسط گروهی بیش از ۶۰۰ نفر تولید خواهد شد و به عنوان گسترده‌ترین و ارزشمندترین آثار شرکت کپ‌کام از ابتدا تاکنون شناخته می‌شود.

## بازتاب‌ها
| گردآورنده | امتیاز                                                                  |
| --------- | ----------------------------------------------------------------------- |
| متاکریتیک | PS3: 74/100 X360: 67/100 PC: 69/100 PS4: 60/100 XONE: 63/100 NS: 69/100 |

| ناشر               | امتیاز  |
| ------------------ | ------- |
| وان‌آپ.کام          | C+      |
| دستراکتید          | 3/10    |
| اج                 | 6/10    |
| یوروگیمر           | 6/10    |
| فامیتسو            | 39/40   |
| جی۴                | [ ۲۲ ]  |
| گیم اینفورمر       | 8.75/10 |
| گیم‌اسپات           | 4.5/10  |
| گیمز ریدار+        | [ ۲۵ ]  |
| گیم‌تریلرز          | 8.8/10  |
| جاینت بامب         | [ ۲۷ ]  |
| آی‌جی‌ان             | 7.9/10  |
| اواکس‌ام (بریتانیا) | 8/10    |
| The Escapist       | [ ۳۰ ]  |

در ابتدا که دمو و پیش نمایشی از بازی به نمایش گذاشته شد، آی‌جی‌ان با دادن امتیاز پایینی بیان کرد، این بازی از لحاظ طراحی مشکل دارد.در سپتامبر ۲۰۱۲ رزیدنت اویل ۶ برنده سی‌ئی‌اس‌ای (CESA) در ژاپن شد. یک روز پس از منتشر شدن این بازی کمپانی کپکام اعلام کرد چهار و نیم میلیون نسخه از این بازی در طول ۲۴ ساعت به فروش رسیده است؛ که این مقدار فروش بالاترین مقدار برای کمپانی کپکام محسوب می‌شد.
گیم اینفورمر امتیاز ۸٫۷۵ از ۱۰ را به این بازی داد و نوشت «در این بازی شخصیت‌های چیزی در پشت خود ندارند ولی اسلحه از پشت خود درمی‌آورند!». مجله رسمی ایکس‌باکس با تمجید از این بازی امتیاز ۸ از ۱۰ را داد. آی‌جی‌ان امتیاز ۷٫۹ از ۱۰ را داد و نوشت "باید به کپکام تبریک گفت … آن‌ها موفق به طراحی بهتر بازی شده‌اند، طراحی دشمن‌ها در این بازی بهتر از قبل بود.
گیم‌اسپات امتیاز ۴٫۵ از ۱۰ رو به این بازی داد و نوشت «صداگذاری و داستان بازی بسیار خوب و سطح بالا است اما مشکل اصلی بازی گیم‌پلی بسیار ضعیف و به‌طور کامل خارج شدن از سبک ترس و بقا به اکشن تخیلی است. قسمت چندنفره نیز چیزی برای گفتن ندارد. در بازی هنگامی که شخصیت اصلی جان خود را از دست می‌دهد، فقط متن «شما مردید» نمایش داده می‌شود و همچنین تعداد درب‌ها در این بازی بیش از حد معمول است»."دستراکتید امتیاز ضعیف ۳ از ۱۰ رو به این بازی داد و نوشت «این بازی بر خلاف سری قبلی یک بازگشت به عقب بود». یورو گیمر با تمجید از بازی رتبه ۶ از ۱۰ رو به رزیدنت اویل ۶ داد و نوشت «لیان واقعاً قدرتمند نشان داده شده است اما کریس بر خلاف شماره قبلی خیلی بد نشان داده شده است.»